# Glenea insignis
Glenea insignis là một loài bọ cánh cứng trong họ Cerambycidae.